# Алексис-Крік 21
Алексис-Крік 21 (англ. Alexis Creek 21) — індіанська резервація в Канаді, у провінції Британська Колумбія, у межах регіонального округу Карібу.

## Населення
За даними перепису 2016 року, індіанська резервація не ма постійного населення.

## Клімат
Середня річна температура становить 2°C, середня максимальна – 19°C, а середня мінімальна – -19,3°C. Середня річна кількість опадів – 361 мм.
| Клімат поселення                              | Клімат поселення | Клімат поселення | Клімат поселення | Клімат поселення | Клімат поселення | Клімат поселення | Клімат поселення | Клімат поселення | Клімат поселення | Клімат поселення | Клімат поселення | Клімат поселення | Клімат поселення |
| Показник                                      | Січ.             | Лют.             | Бер.             | Квіт.            | Трав.            | Черв.            | Лип.             | Серп.            | Вер.             | Жовт.            | Лист.            | Груд.            |                  |
| Середній максимум, °C                         | −3,9             | −0,04            | 5,53             | 10,63            | 15,14            | 18,82            | 19,04            | 18,75            | 14,55            | 9,10             | 1,59             | −5,6             |                  |
| Середня температура, °C                       | −11,61           | −7,76            | −2,2             | 2,92             | 7,44             | 11,11            | 13,52            | 13,23            | 9,04             | 3,59             | −3,9             | −11,11           |                  |
| Середній мінімум, °C                          | −19,31           | −15,46           | −9,9             | −4,8             | −0,27            | 3,39             | 7,98             | 7,72             | 3,50             | −1,95            | −9,45            | −16,64           |                  |
| Норма опадів, мм                              | 27               | 15               | 13               | 17               | 32               | 46               | 46               | 40               | 29               | 31               | 35               | 30               |                  |
| Середньомісячна швидкість вітру, м/с          | 1.50             | 1.70             | 2.00             | 2.20             | 2.20             | 2.20             | 2.10             | 1.90             | 1.80             | 1.90             | 1.80             | 1.50             |                  |
| Середньомісячна сонячна радіація, кДж/м²·день | 2837             | 5519             | 10199            | 14839            | 18358            | 19949            | 20240            | 17090            | 11817            | 6439             | 3138             | 2078             |                  |
| --------------------------------------------- | ---------------- | ---------------- | ---------------- | ---------------- | ---------------- | ---------------- | ---------------- | ---------------- | ---------------- | ---------------- | ---------------- | ---------------- | ---------------- |
| Джерело:                                      |                  |                  |                  |                  |                  |                  |                  |                  |                  |                  |                  |                  |                  |